# Reunião Democrática do Povo de Camarões
Reunião Democrática do Povo de Camarões (RDPC, em francês: Rassemblement démocratique du Peuple Camerounais, RDPC; em inglês: Cameroon People's Democratic Movement, CPDM) é um partido político de Camarões. Domina a política de Camarões desde a independência do país, na década de 1960 e foi renomeado, em 1985.

## Estrutura partidária
O presidente nacional do partido é o atual presidente de Camarões, Paul Biya. O órgão máximo do partido é o Congresso (Congrès). O Bureau Político (le Bureau Politique) tem 23 membros, sendo 20 eleitos e três designados pelo presidente do partido. O Comitê Central (Le Comité Central) tem, no máximo, 250 membros, sendo 150 eleitos pelo Congresso em sessão ordinária e membros nomeados, conforme necessário, pelo presidente nacional do partido. Já os membros suplentes são, no máximo 90, sendo 70 membros eleitos pelo Congresso ordinário e os demais indicados pelo presidente nacional. Também existem quatro vice-presidentes que apoiam o presidente nacional.
O secretário-geral do Comitê Central é Jean Nkuete, desde 9 de dezembro de 2011.

## Ideologia
O RDPC trabalha para a pesquisa e consolidação da unidade, integração e independência nacional, bem como para o desenvolvimento econômico dos Camarões e a salvaguarda das liberdades fundamentais do cidadão.

## História
Em 1985, o partido União Nacional dos Camarões (UNC. Em francês: Union nationale camérounaise; em inglês: Cameroonian National Union) foi rebatizado para Reunião Democrática do Povo de Camarões (RDPC. Em francês: Rassemblement Démocratique du Peuple Camerounaise; em inglês: Cameroon People's Democratic Movement). Os partidos de oposição só foram legalizados, em 1990. O RDPC conquistou 88 dos 180 assentos na Assembleia Nacional dos Camarões nas eleições parlamentares de março de 1992 e, por meio de uma aliança com o partido "Movimento de Defesa da República" (Mouvement pour la Défense de la République), que conquistou seis assentos, obteve a maioria parlamentar. Biya, posteriormente, venceu a eleição presidencial de outubro de 1992 com cerca de 40 por cento dos votos, à frente de John Fru Ndi do partido "Frente Social Democrata" (Front Social Démocrate), que ganhou cerca de 36 por cento dos votos. O RDPC ganhou 116 dos 180 assentos nas eleições parlamentares de maio de 1997 (conquistou inicialmente 109 assentos, mas posteriormente ganhou nos três círculos eleitorais onde a eleição foi realizada novamente em agosto, ganhando mais sete assentos). Nas eleições presidenciais de outubro de 1997, Biya recebeu 92,6 por cento dos votos em meio a um boicote da oposição.

### Após 2002
Nas eleições parlamentares realizadas em 30 de junho de 2002, o partido conquistou 149 dos 180 assentos, incluindo 16 assentos conquistados em uma votação, em 15 de setembro, para círculos eleitorais onde a eleição foi invalidada. Na eleição presidencial realizada, em 11 de outubro de 2004, Biya obteve 70,9% dos votos.
O RDPC conquistou 140 dos 163 assentos inicialmente declarados nas eleições parlamentares de julho de 2007, e conquistou outros 13 assentos (de 17 em disputa) em círculos eleitorais onde a votação foi novamente realizada, em setembro, ganhando um total de 153 assentos.

## Congresso
O partido realizou seu primeiro Congresso ordinário, no qual Biya disse ao partido para se preparar para a competição, pois o movimento em direção à democracia multipartidária estava começando, em 28 de junho de 1990, em Iaundé. O primeiro congresso extraordinário do RDPC foi realizado, em Iaundé, em 7 de outubro de 1995, e seu segundo congresso ordinário foi realizado de 17 a 19 de dezembro de 1996. O partido realizou seu segundo congresso extraordinário em 7 de julho de 2001 e seu terceiro congresso extraordinário em 21 de julho de 2006, em Yaoundé. Biya tem sido consistentemente reeleito como Presidente Nacional do partido.

## Resultados eleitorais

### Presidente
Estes são os resultados das eleições para presidente do país:
| Eleição | Candidato do partido | Votos     | %      | Resulto | Ref.   |
| ------- | -------------------- | --------- | ------ | ------- | ------ |
| 1970    | Ahmadou Ahidjo       | 3.478.942 | 100%   | Eleito  | [ 20 ] |
| 1975    | Ahmadou Ahidjo       | 3.483.165 | 100%   | Eleito  | [ 20 ] |
| 1980    | Ahmadou Ahidjo       | 3.329.145 | 100%   | Eleito  | [ 20 ] |
| 1984    | Paul Biya            | 3.878.138 | 100%   | Eleito  | [ 20 ] |
| 1988    | Paul Biya            | 3.321.872 | 100%   | Eleito  | [ 20 ] |
| 1992    | Paul Biya            | 1.185.466 | 40,0%  | Eleito  | [ 20 ] |
| 1997    | Paul Biya            | 3.167.820 | 92,57% | Eleito  | [ 20 ] |
| 2004    | Paul Biya            | 2.665.359 | 70,92% | Eleito  | [ 20 ] |
| 2011    | Paul Biya            | 3.772.527 | 77,99% | Eleito  | [ 20 ] |
| 2018    | Paul Biya            | 2.521.934 | 71,28% | Eleito  | [ 21 ] |

### Eleições legislativas
Estes são os resultados das eleições para a Assembleia Nacional do país:
| Eleição | Líder do partido | Votos          | %     | Acentos   | +/–     | Posição | Resultado               | Ref.          |
| ------- | ---------------- | -------------- | ----- | --------- | ------- | ------- | ----------------------- | ------------- |
| 1970    | Ahmadou Ahidjo   | 2.926.224      | 100%  | 50 / 50   | 50      | 1.º     | Único partido           | [ 20 ]        |
| 1973    | Ahmadou Ahidjo   | 3.293.428      | 100%  | 120 / 120 | 70      | 1.º     | Único partido           | [ 20 ]        |
| 1978    | Ahmadou Ahidjo   | 3.563.199      | 100%  | 120 / 120 | Estável | 1.º     | Único partido           | [ 20 ]        |
| 1983    | Paul Biya        | 3.628.469      | 100%  | 120 / 120 | Estável | 1.º     | Único partido           | [ 20 ]        |
| 1988    | Paul Biya        | 3.179.858      | 100%  | 180 / 180 | 70      | 1.º     | Único partido           | [ 20 ]        |
| 1992    | Paul Biya        | 989.044        | 45,5% | 88 / 180  | 92      | 1.º     | Governo minoritário     | [ 20 ]        |
| 1997    | Paul Biya        | 1.399.751      | 48,0% | 109 / 180 | 21      | 1.º     | Governo majoritário     | [ 20 ]        |
| 2002    | Paul Biya        | Não disponível | —     | 149 / 180 | 40      | 1.º     | Governo de supermaioria | [ 20 ]        |
| 2007    | Paul Biya        | 2.105.503      | 67,3% | 153 / 180 | 4       | 1.º     | Governo de supermaioria | [ 20 ]        |
| 2013    | Paul Biya        | 4.208.796      | —     | 148 / 180 | 5       | 1.º     | Governo de supermaioria | [ 22 ] [ 23 ] |
| 2020    | Paul Biya        | 3.021.947      | —     | 139 / 180 | 9       | 1.º     | Governo de supermaioria | [ 24 ]        |

### Eleições para o Senado
Estes são os resultados das eleições para o Senado do país:
| Eleição | Líder do partido | Eleitos | +/– | Posição | Indicados | Resultado               | Ref.          |
| ------- | ---------------- | ------- | --- | ------- | --------- | ----------------------- | ------------- |
| 2013    | Paul Biya        | 56 / 70 | 56  | 1.º     | 30 / 30   | Governo de supermaioria | [ 25 ] [ 26 ] |
| 2018    | Paul Biya        | 63 / 70 | 7   | 1.º     | 30 / 30   | Governo de supermaioria | [ 27 ] [ 28 ] |